# NGC 3759A
NGC 3759A (другие обозначения — UGC 6582, MCG 9-19-135, ZWG 268.65, IRAS11342+5526, PGC 35948) — галактика в созвездии Большая Медведица.
Этот объект не входит в число перечисленных в оригинальной редакции «Нового общего каталога» и был добавлен позднее.
Галактика NGC 3759A входит в состав группы галактик NGC 3737. Помимо NGC 3759A в группу также входят NGC 3737 и NGC 3759.